# Ahmad Shamlu
Ahmad Shamlu (Teheran, 12 dicembre 1925 – Karaj, 23 luglio 2000) è stato un poeta persiano.

## Biografia
Nato nel 1925 a Tehran, da bambino seguì con la famiglia il padre militare nei suoi trasferimenti; stabilitosi nella capitale per completare gli studi, fu travolto dagli eventi della seconda guerra mondiale. Dopo la guerra si diplomò e partecipò alla vita politica, svolgendo nel frattempo attività di traduttore e di compositore di versi, quale allievo del poeta Nima. Morì dopo una lunga malattia e un vano tentativo di curarsi in Inghilterra a Karaj nel 2000.

## Poetica
Scrittore, traduttore e prolifico poeta iraniano,fu uno dei più convinti sostenitori delle innovazioni stilistiche e tematiche di Nima e il continuatore per eccellenza della “poesia nimaiana”. È ritenuto da molti il più grande poeta persiano contemporaneo, ammirato per il suo stile sobrio che in parte rievoca quello dei libri sacri. Diresse diverse riviste letterarie, che tuttavia ebbero in genere vita breve soprattutto per problemi politici. Politicamente impegnato, Shamlou loda nella sua poesia i compagni di lotta e in essa non manca una velata protesta contro l'autoritarismo della sua epoca.
Altre tematiche, oltre a quelle sociali e politiche, sono: amore e morte, sofferenza dell'umanità e tragicità del destino dell'uomo, perlopiù trattati in chiave antireligiosa. Nel 2017 è uscita in italiano la prima ampia monografia dedicata alla sua opera dalla studiosa Nahid Norozi, Il cavallo selvaggio dell'ira. Introduzione all'opera di Ahmad Shamlu, poeta ribelle del '900 persiano, v. Bibliografia.
:

## Opere
Tra gli anni Quaranta e Novanta pubblicò ben diciassette raccolte poetiche, tra cui più rappresentative: “La aria fresca” (Hava-ye taze, 1956), “Il giardino dello specchio” (Bagh-e ayene, 1959), “Ayda nello specchio” (Ayda dar ayene, 1964), “Abramo nel fuoco” (Ebrahim dar atash, 1973), “Sulla soglia” (Dar astane, 1997).

### Traduzioni italiane
- Ahmad Shamlu, Se invano è bella la notte, a cura di Esmail Mohades, prefazione di Erri De Luca, Edizioni Menabò 2016
- Ahmad Shamlu, Esercizi di traduzione a cura di S. Zoppellaro, in "Archivi di Studi Indo-Mediterranei"
- N. Norozi (cur.), Florilegio di poeti persiani contemporanei, in Quaderni di MEYKHANE
- Ahmad Shamlu, Abramo nel fuoco, a cura di Faezeh Mardani e Francesco Occhetto, prefazione di Davide Brullo, Roma, Ensemble 2021

### Studi su Shamlu
- Faezeh Mardani, Il bel gigante della poesia contemporanea persiana, in "Archivi di Studi Indo-Mediterranei"[collegamento interrotto]
- Nahid Norozi, Il cavallo selvaggio dell'ira. Introduzione all'opera di Ahmad Shamlu, poeta ribelle del '900 persiano, prefazione di Maurizio Pistoso, con vasta antologia di oltre ottanta componimenti e testi originali in appendice, Centro Essad Bey-Amazon IP, Seattle 2023, 2ª ed. (1ª ed. Centro Essad Bey-CreateSpace IPP, Charleston 2017)